# Marcin Palade
Marcin Palade (ur. 22 marca 1971 w Warszawie) – polski politolog, autor opracowań i analiz z zakresu preferencji społeczno-politycznych i geografii wyborczej w Polsce. Były wiceprezes Polskiego Radia.

## Życiorys
W drugiej połowie lat 80. związany z opozycją, działał w Duszpasterstwie Młodzieży Niepodległej i Międzyszkolnym Komitecie Solidarności w Warszawie. W 1995 ukończył studia na Wydziale Dziennikarstwa i Nauk Politycznych Uniwersytetu Warszawskiego.
Od 1997 prowadził Ośrodek Badań Wyborczych, a w 2003 współtworzył Polską Grupę Badawczą. W 2004 i 2005 PGB zwyciężyła w rankingu zgodności wyników sondaży z wynikami wyborów opracowanym przez Centrum Smitha, PGB jako jedyna przewidziała zwycięstwo Lecha Kaczyńskiego w drugiej turze wyborów prezydenckich w 2005.
Pomysłodawca i współorganizator prawyborów parlamentarnych w Wieruszowie (1997), Nysie (2001) i Bystrzycy Kłodzkiej (2001), prezydenckich w Nysie (2000) oraz prareferendum w Prudniku (2003) i Głuchołazach (2003).
Od lipca 2006 do listopada 2008 Prezes Zarządu Rozgłośni Regionalnej Polskiego Radia w Opolu. Z tej funkcji został usunięty w 2008 roku. Od listopada 2008 doradca zarządu Polskiego Radia w Warszawie. Współautor programu zmian systemowych opracowanego przez Zespół ds. Modernizacji Spółki i jej zadań misyjnych. W 2009 z listy Prawicy Rzeczypospolitej bez powodzenia kandydował w wyborach do Parlamentu Europejskiego w okręgu dolnośląsko-opolskim. W styczniu 2016 powołany do zarządu Polskiego Radia, a następnie odwołany w kwietniu tego samego roku.
Publikował m.in. w „Do Rzeczy”, „Myśli.pl”, „Najwyższym Czasie”, „Gazecie Finansowej”, „Warszawskiej Gazecie”.